# هپتین
هپتین می‌تواند به یکی از ترکیبات شیمیایی زیر اشاره داشته باشد:
- ۱-هپتین
- ۲-هپتین
- ۳-هپتین